# Synedoida grandirena
Synedoida grandirena är en fjärilsart som beskrevs av Adrian Hardy Haworth 1809. Synedoida grandirena ingår i släktet Synedoida och familjen nattflyn. Inga underarter finns listade i Catalogue of Life.